# Arjan Bisseling
Arjan Bisseling (Apeldoorn, 11 april 1979) is een Nederlands voormalig voetballer. Hij speelde op de positie van middenvelder. Hij kwam uit voor FC Groningen en BV Veendam.
Hij speelde zijn eerste wedstrijd op profniveau op 17 september 2000 tegen RBC Roosendaal, waarin hij na 77 minuten inviel voor Hugo Alves Velame. Zijn laatste wedstrijd was op 14 mei 2004 voor BV Veendam tegen FC Den Bosch.
Bisseling studeerde Fiscale economie aan de Rijksuniversiteit Groningen. Na zijn voetbalcarrière werd hij belastingadviseur.